# Museum Sydøstdanmark
Museum Sydøstdanmark er et dansk fusionsmuseum, der blev etableret i 2013 ved en sammenlægning af Næstved Museum, Køge Museum og Museerne Vordingborg. Museets hovedadresse er i Vordingborg.
Museet er siden blevet udvidet og består i dag af følgende lokation:
- Danmarks Borgcenter på Vordingborg Slotsruin
- Køge Museum
- Køng Museum
- Holmegaard Værk (det tidligere Holmegaard Glasværk)
- Museumsgården[2]
- Næstved Museum i Helligåndshuset
- Vikingeborgen Borgring (museet ved Borgring ved Lellinge)

I 2023 havde museet 156 medarbejdere svarende til 87 årsværk, hvoraf de 37 var fastansatte videnskabelige årsværk. Museet havde sammenlagt 251.000 besøgende dette år.